# غورتشين (مهر أنرود)
غورتشین (بالفارسية: گورچین) هي مستوطنة تقع في إيران في قسم مهر أنرود المرکزي الريفي. يقدر عدد سكانها بـ 727 نسمة .